# Een gang strømer...
Een gang strømer... er en dansk tv-serie fra 1987 af Anders Refn. Manuskriptet er skrevet af Flemming Quist Møller og Anders Refn. Serien blev produceret af Nordisk Film for Danmarks Radio, og er bl.a. kendt for titelmelodien "Sjæl i flammer" af Kasper Winding. Serien skal ses som en efterfølger til filmen Strømer, som ligeledes er instrueret af Anders Refn, og også har Jens Okking i hovedrollen som Karl Jørgensen. I serien er Karl ikke blevet mindre desillusioneret - han arbejder nu hos paspolitiet i lufthavnen og holder nerverne i ro med porter i termokanden, men strømeren er stadig derinde et sted. Hans datter, Lis, er nu blevet voksen.
I november 2009 begyndte DR at genudsende serien på den nye digitale kultur- og historie-kanal DR K. 

## Medvirkende
| Skuespiller       | Rolle           | Note |
| ----------------- | --------------- | --- |
| Jens Arentzen     | Sten Dahl       | Kriminalbetjent, fraskilt, læser godnathistorier for sin søn over telefonen. Får nedlagt sin specialgruppe, men vælger at fortsætte med sagen sammen med Karl Jørgensen.                                   |
| Jens Okking       | Karl Jørgensen  | Svigerfar til Kaj Skov. Har et alkoholmisbrug. Arbejder for paspolitiet og har en fortid i kriminalpolitiet.Bryder med loven for at hjælpe sin datter. Indgår i sidste ende i et samarbejde med Sten Dahl. |
| Suzette Kempf     | Lis Jørgensen   | Karl Jørgensens datter. Bliver truet på livet og rejser til Jylland. |
| Martin Rode       | Frank Skov      | Lis' svoger - bror til Kaj. Flygter fra fængslet sammen med vennen Hassan og forsøger at finde ud af, hvorfor Kaj dør. Ender med selv at dø ved hængning.                                                  |
| Lars Sidenius     | Kim Madsen      | Leon Hansens højre hånd. |
| Leif Skriver      | Kaj Skov        | Dør "af overdosis" i første afsnit. Viser sig senere, at han er blevet dræbt på gaden. |
| Torben Jensen     | John Sparking   | Skibsreder. Kriminel bagmand. Arbejder for Leon og ses med Anita Rasmussen. |
| Henrik Larsen     | Poul Bremer     | Politiker bliver impliceret i forbrydelser gennem skibsreder Sparking |
| Gert Bastian      | Leon Hansen     | Kriminel bagmand - leder af gruppen. Afpresser Poul Bremer til at indgå i sin bestyrelse. |
| Anne Marie Helger | Anita Rasmussen | Bordelmutter, meddeler til Sten Dahl. |
| Jannie Faurschou  | Therese Arnberg | Journalist, får info fra politiet gennem Sten Dahl, som hun ses med privat. |
| Jens Jørn Spottag | Rudi Johansen   | Politibetjent i Sten Dahls specialgruppe. |
| Sebastian Sabatt  | Hassan          | Bliver skudt og drukner, da han sammen med Frank forsøger at flygte via et skib. |
| Claus Strandberg  | Jesper          | Karls kollega |
| Rock Nalle        | Kaptajn Blod    | Karls ven |
| Pernille Højmark  | Britt           | Massagepige, kæreste med Frank |
| Peter Schrøder    | Politichef      | Opløser Sten Dahls specialgruppe, fordi de ikke laver resultater. |
| Kirsten Cenius    | Monica          | Stewardesse, dater Karl Jørgensen. |